# Cognitive Science Society

Campos disciplinares que contribuíram para o nascimento da Ciência cognitiva. In "The cognitive revolution: a historical perspective". TRENDS in Cognitive Sciences'. George Armitage Miller (2003).

Associação dos Estudos Cognitivos (Cognitive Science Society) é uma associação profissional de caráter interdisciplinar para os estudos da ciência cognitiva. Reúne pesquisadores de campos de estudo distintos, com o objetivo comum de entender a natureza da mente humana, tais como inteligência artificial, lingüística, antropologia, psicologia, neurociência,  filosofia e educação.
Esta associação organiza uma conferência anual, um encontro que acolhe as mais recentes teorias e dados de pesquisadores das ciências cognitivas. A primeira reunião da conferência foi realizada em 1979 na Universidade da Califórnia, em San Diego em  La Jolla, Califórnia.
Em 1979, a sociedade foi constituída como uma associação profissional sem fins lucrativos em Massachusetts. A comissão organizadora incluiu Roger Schank, Allan Collins, Donald Norman, e uma série de outros estudiosos da psicologia, lingüística, ciência da computação e filosofia. Actualmente, tem mais de 1000 membros.

## Periódicos de Ciência Cognitiva
- Ciência Cognitiva, 0364-0213.
- Tópicos em Ciências Cognitivas 1756-8757